# Soldier Hollow

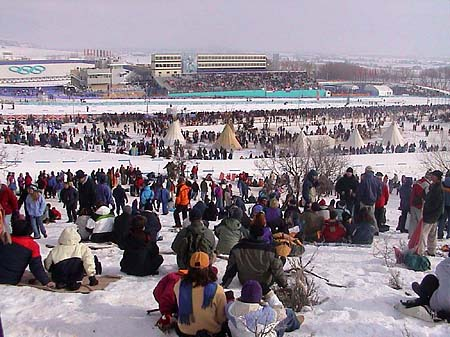
Soldier Hollow

Soldier Hollow è una stazione sciistica statunitense che si estende sui Monti Wasatch, nello Utah, nei pressi di Midway. Creata nel 2000 in previsione dei XIX Giochi olimpici invernali di Salt Lake City 2002, è attrezzata per la pratica dello sci nordico, con uno stadio da biathlon e 14 tracciati da sci di fondo; si sono svolte qui le gare di biathlon, di sci di fondo e, in parte, di combinata nordica della rassegna olimpica. Si estende per 31 km² e ha uno sviluppo verticale di 128 m, fino a toccare i 1.793 m.
Nella stagione pre-olimpica 2000-2001 Soldier Hollow ha ospitato tappe delle Coppe del Mondo di biathlon, di combinata nordica e di sci di fondo, oltre a numerose gare minori (tra cui Nor-Am Cup, Coppe Continentali, Campionati nazionali) delle stesse specialità dello sci nordico.